# Du gegen die Wildnis
Du gegen die Wildnis ist eine 2019 auf Netflix verschiedene, interaktive Amerikanische Abenteuer-Reality-Fernsehserie. Die Serie dreht sich darum, wichtige Entscheidungen zu treffen, um Bear Grylls dabei zu helfen, sich in rauen, beängstigenden Umgebungen zurechtzufinden, um zu überleben und Missionen abzuschließen. Grylls spricht direkt in die Kamera und bittet den Betrachter, zwischen Optionen wie dem Erklimmen einer Klippe oder dem Klettern entlang der Küste usw. zu wählen.
Die erste Staffel von Du gegen die Wildnis besteht aus acht Folgen und wurde am 10. April 2019 veröffentlicht.
Am 16. Februar 2021, wurde der Film Du gegen die Wildnis: Der Film auf Netflix veröffentlicht. Ein zweites interaktives Special mit dem Titel Du gegen die Wildnis: Abgestürzt wurde am 14. September desselben Jahres veröffentlicht.

## Besetzung
- Bear Grylls
- Jason Derek Prempeh [In Du gegen die Wildnis: Abgestürzt ]
- Ranveer Singh [In Ranveer gegen die Wildnis mit Bear Grylls ]
- Karan Kapadia [In Ranveer gegen die Wildnis mit Bear Grylls ]

## Filme
Die Serie Du gegen die Wildnis wurde am 10. April 2019 auf Netflix veröffentlicht.
Du gegen die Wildnis: Der Film wurde am 16. Februar 2021 auf Netflix veröffentlicht.
Du gegen die Wildnis: Abgestürzt wurde am 14. September 2021 veröffentlicht.
Am 8. Juli 2022 wurde das Spin-Off Ranveer vs. Wild with Bear Grylls mit dem Schauspieler Ranveer Singh auf Netflix veröffentlicht.

## Episoden und Zusammenfassungen

### Staffel 1
Die erste und bislang einige Staffel wurde 2019 auf Netflix veröffentlicht.

#### Folge 1 – Rettungsoperation im Dschungel – Teil 1
Eine Ärztin liefert Impfstoffe (u. a. gegen Malaria) an kleine Dörfer, aber sie ist im Dschungel verschwunden und braucht Bears Hilfe. Es gibt zwei Hauptwege, um durch die Episode zu gehen: Sie können entweder mit der Machete durch den Dschungel gehen, um eine Spur zu ziehen, oder sie können durch den Fluss gehen. Beide Wege kommen an die gleiche Stelle. Am Ende der Episode findet er die Ärztin und stellt sich der Herausforderung, die Impfstoffe selbst zu liefern.

#### Folge 2 – Rettungsoperation im Dschungel – Teil 2
Ziel ist es, Impfstoffe in das kleine Dorf zu liefern. Auf dem Weg geht Bear durch Mangrovenbäume. Außerdem sah Bear einen Jaguar auf seinem Weg. Am Ende gibt er dem Dorfvorsteher die Impfstoffe und paddelt mit einem Kanu davon.

#### Folge 3 – Auf der Suche nach einem Bernhardiner
Tiefer Schnee, Gletscherspalten und Lawinen sind nur einige der Bedrohungen, denen Bear ausgesetzt ist, während er versucht, einen verlorenen Rettungshund in den Schweizer Alpen zu finden.

#### Folge 4 – Auf einem eisigen Berg
Bear muss 24 Stunden auf einem kalten Bergpass in den Schweizer Alpen überleben, bis Hilfe eintrifft. Soll er an Ort und Stelle bleiben oder in Bewegung bleiben? Es ist Deine Entscheidung!

#### Folge 5 – Abenteuer mit giftigen Tieren – Teil 1
Ein Frachtflugzeug mit wichtigen Medikamenten ist in einer Wüstenschlucht abgestürzt und Bear braucht deine Hilfe, um es zu finden. Aber setzen sie ihn zuerst in ein Flugzeug oder einen Helikopter?

#### Folge 6 – Abenteuer mit giftigen Tieren – Teil 2
Erkunde die Wüste, während du Bear dabei hilfst, die gnadenlose Landschaft zu durchkämmen, um das Gift einer Schlange, eines Skorpions und einer Vogelspinne zu erlangen. Kannst du alle drei finden?

#### Folge 7 – Das Land der Drachen
Auf den Klippen über einer felsigen Küste gestrandet, muss sich Bear kilometerweit landeinwärts durch einen dichten Wald in Sicherheit bringen – alles mit deiner Hilfe.

#### Folge 8 – Die Sage über das verlassene Bergwerk
Bear wird in einer abgelegenen europäischen Wildnis in der Nähe einer alten Bergbaustadt abgesetzt. Kannst du ihm helfen, den Weg zurück in die Zivilisation zu finden?

## Specials und Spin-Offs

### Specials

#### Du gegen die Wildnis – Der Film
Als wilde Tiere aus einem Schutzgebiet entkommen, muss Bear Grylls sie verfolgen und ihren schützenden Lebensraum sichern.

#### Du gegen die Wildnis: Abgestürzt
Nachdem Bear aufgrund eines Flugzeugabsturz Amnesie bekommt, muss Entscheidungen treffen, um den vermissten Piloten zu retten und zu überleben.

### Spin-Off

#### Ranveer Singh gegen die Wildnis mit Bear Grylls
In diesem interaktiven Special begeben sich Superstar Ranveer Singh und Abenteurer Bear Grylls auf die Suche nach einer seltenen Blume in der serbischen Wildnis.